# 모레아 전제공국
 모레아 전제공국(그리스어: Δεσποτάτο του Μορέως)은 1308년 동로마 제국의 황제 안드로니코스 2세는 모레아 속주에 임명되는 지방총독(κεφᾰλή)의 연간 임기를 종신 임기로 하는 법령을 통과시킨 후, 미하일 칸타쿠지노스를 모레아의 첫번째 지방총독으로 임명하였다. 이후 1349년, 요안니스 6세 칸타쿠지노스는 그의 아들, 마누일 칸타쿠지노스를 모레아의 초대 데스포티스로 임명하였다. 1354년, 요안니스 6세가 강제 퇴위당하고 요안니스 5세 팔레올로고스가 정권을 잡았고, 모레아에 그의 임명자로 마누일 칸타쿠지노스를 대체하려는 시도를 하였다. 하지만, 마누일의 저항으로 실패했으며, 결국은 그를 모레아의 데스포티스로 인정하였다. 1383년 동로마 제국의 황조 팔라이올로고스 가문의 테오도로스 팔레올로고스에게 넘어간 이후 줄곧 팔레올로고스 왕조의 통치를 받다가 1460년 오스만 제국의 메메드 2세에게 멸망하였다.

## 역대 군주

### 에피트로포스
- 미하일 칸타쿠지노스 (Μιχαήλ Καντακουζηνός, 재위: 1308년 - 1316년)
- 안드로니코스 아센 (Ανδρόνικος Ασάν, 재위: 1316년 - 1322년)

### 데스포티스
- 마누일 칸타쿠지노스 (Μανουήλ Καντακουζηνός, 재위: 1354년 - 1380년)
- 마테오스 칸타쿠지노스 (Ματθαίος Ασάνης Καντακουζηνός, 재위: 1380년 - 1383년)
- 디미트리오스 1세 칸타쿠지노스 (Δημήτριος Α' Καντακουζηνός, 재위: 1383년)
- 테오도로스 1세 팔레올로고스 (Θεόδωρος Α΄ Παλαιολόγος, 재위: 1383년 - 1407년)
- 테오도로스 2세 팔레올로로스 (Θεόδωρος Β΄ Παλαιολόγος, 재위: 1407년 - 1443년)
- 콘스탄티노스 팔레올로고스 드라가세스 (Κωνσταντίνος ΙΑ' Δραγάσης Παλαιολόγος, 재위: 1428년 -1449년), 비잔티움 제국의 최후 황제 (재위: 1449년 - 1453년)
- 토마스 팔라이올로고스 (Θωμάς Παλαιολόγος, 재위: 1428년 - 1460년) 콘스탄티누스 11세, 데메트리오스와 공동 전제군주.
- 디미트리오스 팔레올로고스 (Δημήτριος Παλαιολόγος, 재위: 1428년 - 1460년) 콘스탄티노스 11세, 토마스와 공동 전제군주.

### 명의 군주
- 토마스 팔레올로고스 (Θωμάς Παλαιολόγος, 재위: 1460년 - 1465년) 콘스탄티노스 11세의 동생이자 비잔티움 망명황제.
- 안드레아스 팔레올로고스 (재위: 1465년 - 1502년) 토마스 팔라이올로고스의 아들이자 비잔티움 망명황제.

## 같이 보기
- 비잔티움 그리스
- 테오도로 공국
- 팔레올로고스 왕조 치하의 동로마 제국